# Mesoleptus pravus
Mesoleptus pravus là một loài tò vò trong họ Ichneumonidae.